# Карлуш Гоміш Жуніор
Карлуш Домінгуш Гоміш Жуніор (порт. Carlos Domingos Gomes Júnior; 19 грудня 1949) — політичний діяч Гвінеї-Бісау, прем'єр-міністр країни з травня 2004 до листопада 2005 року та з січня 2009 до лютого 2012 року. З 2002 Гомеш очолює ПАІГК.
Бувши лідером першого туру дострокових президентських виборів (у зв'язку зі смертю Малама Бакая Саньї), 13 квітня 2012 був заарештований під час військового перевороту; наприкінці квітня був засланий до Кот-д'Івуару.